# Anadenanthera
Anadenanthera Speg., 1923 è un genere di alberi  della famiglia delle Fabaceae, originari del Sudamerica.

## Descrizione

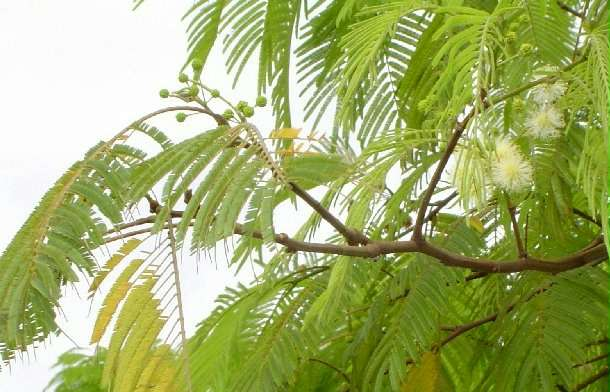
Anadenanthera colubrina

L'albero di Anadenanthera colubrina può raggiungere i 20 metri di altezza in climi tropicali o subtropicali.
Le foglie ricordano quelle della mimosa, mentre i fiori hanno una forma sferica con colori variabili dal bianco al giallo pallido.

## Tassonomia
Il genere comprende le seguenti specie:
- Anadenanthera colubrina (Vell.) Brenan
- Anadenanthera peregrina (L.) Speg.

## Usi
I semi sono stati utilizzati tradizionalmente da secoli dagli indiani del sud America per indurre uno stato di trance e di visioni e per comunicare con gli spiriti.
I semi tostati e polverizzati vengono successivamente sniffati. Piccole dosi inducono una leggera euforia e a volte visioni. In dosi maggiori l'effetto indotto è una forte euforia e visioni vivide e a volte perdita di controllo sul sistema muscolare.

## Composti chimici
I principi attivi principali rilevati in questo genere sono:
- 5-MeO-DMT (corteccia)
- Dimetiltriptamina (semi, baccelli, corteccia)
- Serotonina
- Bufotenina (semi, corteccia)